# Paide
Paide (Estisch: Paide linn, Duits: Weißenstein) is een stad in de Estlandse provincie Järvamaa. De stad telt 8073 inwoners (2024) en heeft een oppervlakte van 10,0 km².
Het is de hoofdstad van de provincie Järvamaa en de hoofdplaats van de gemeente Paide. In het stadje liggen de resten van een kasteel dat is gebouwd door de Orde van de Zwaardbroeders. Daarnaast is Paide bekend als geboorteplaats van de componist Arvo Pärt.
Paide was tot in oktober 2017 een afzonderlijke stadsgemeente. In die maand fuseerde de stad met de landgemeente Paide vald en de gemeente Roosna-Alliku tot een nieuwe, grotere gemeente Paide.

## Etymologie
De stad heette in het verleden nog in het Nederduits Weißenstein, naar de witte kalksteen die men gebruikte om het kasteel van de stad te bouwen. De huidige Estische naam, Paide, kwam voor het eerst voor in 1564 en is terug te leiden naar een oud woord voor kalksteen.

## Ligging
De stad ligt in het centrum van het land aan de Põhimaantee 5, die enkele kilometers verderop aansluit op de Põhimaantee 2. Paide ligt zo'n negentig kilometer ten zuiden van de hoofdstad Tallinn.

## Bezienswaardigheden
Sinds 2022 is er een Wittenstein Activiteitencentrum in de stad dat bezoekers terugbrengt in de tijd naar de 19e eeuw. Bij het centrum zit ook een museum, daarnaast is op hetzelfde terrein ook het Kasteel Paide gevestigd. Aan het centrale plein ligt ook de Estische Evangelisch-Lutherse Kerk van Paide. De kerk werd voor het eerst gebouwd in 1573, werd meermaals vervangen, herbouwd en is ooit afgebrand. In 1909-1910 vond de laatste grote restauratie plaats van de kerk.

## Sport
De voetbalclub Paide Linnameeskond speelt zijn thuiswedstrijden in het Paide linnastaadion. De club is opgericht in 1990 en sinds 2009 onafgebroken actief op het hoogste niveau, de Meistriliiga.

## Geboren
- Harald Kaarman (1901-1942), voetballer
- Arvo Pärt (1935), componist
- Jaak Salumets (1949), basketbalspeler
- Carmen Kass (1978), model
- Tarmo Neemelo (1982), voetballer

## Foto's

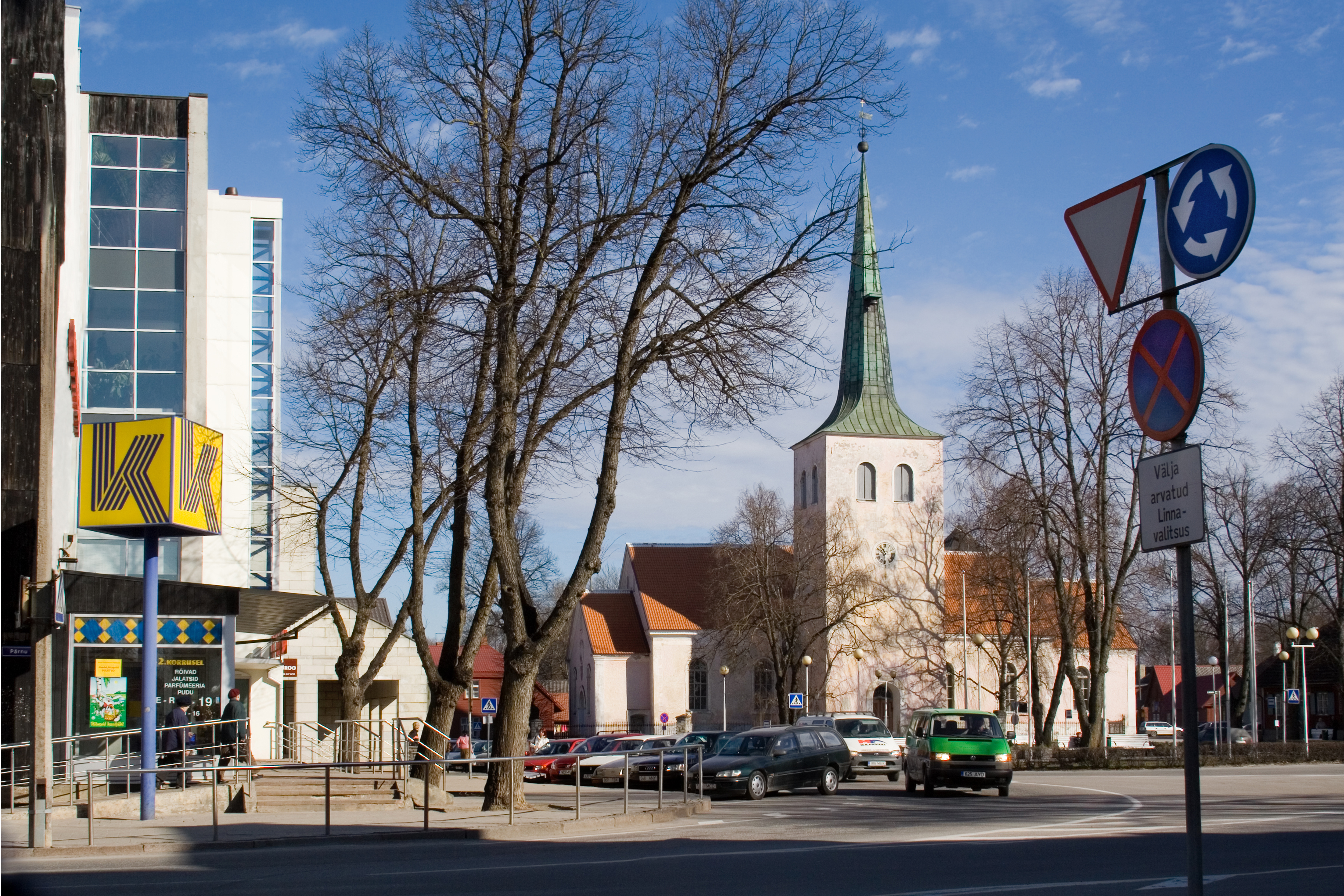
Het centrale plein
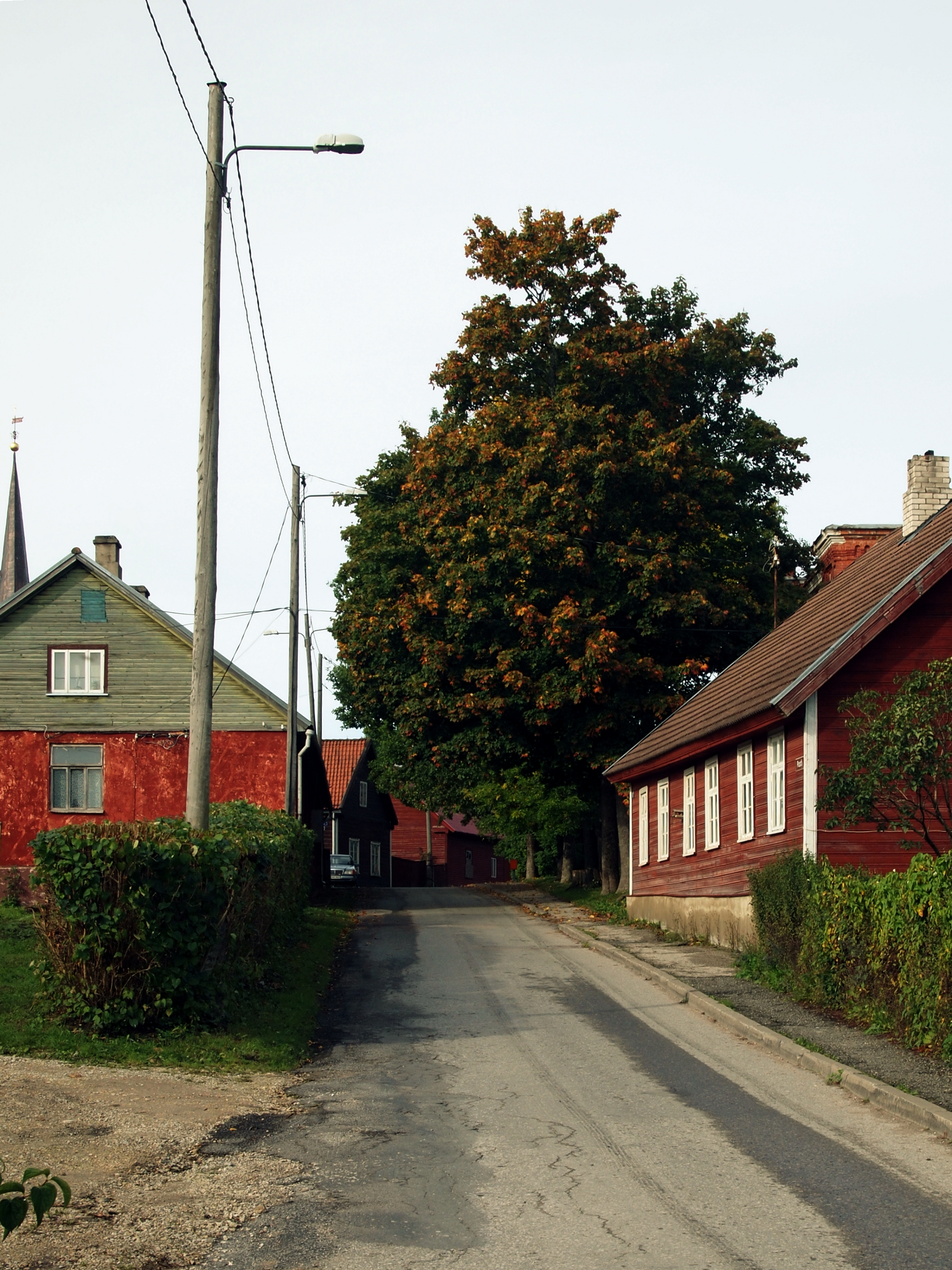
De Posti tänav (Poststraat)
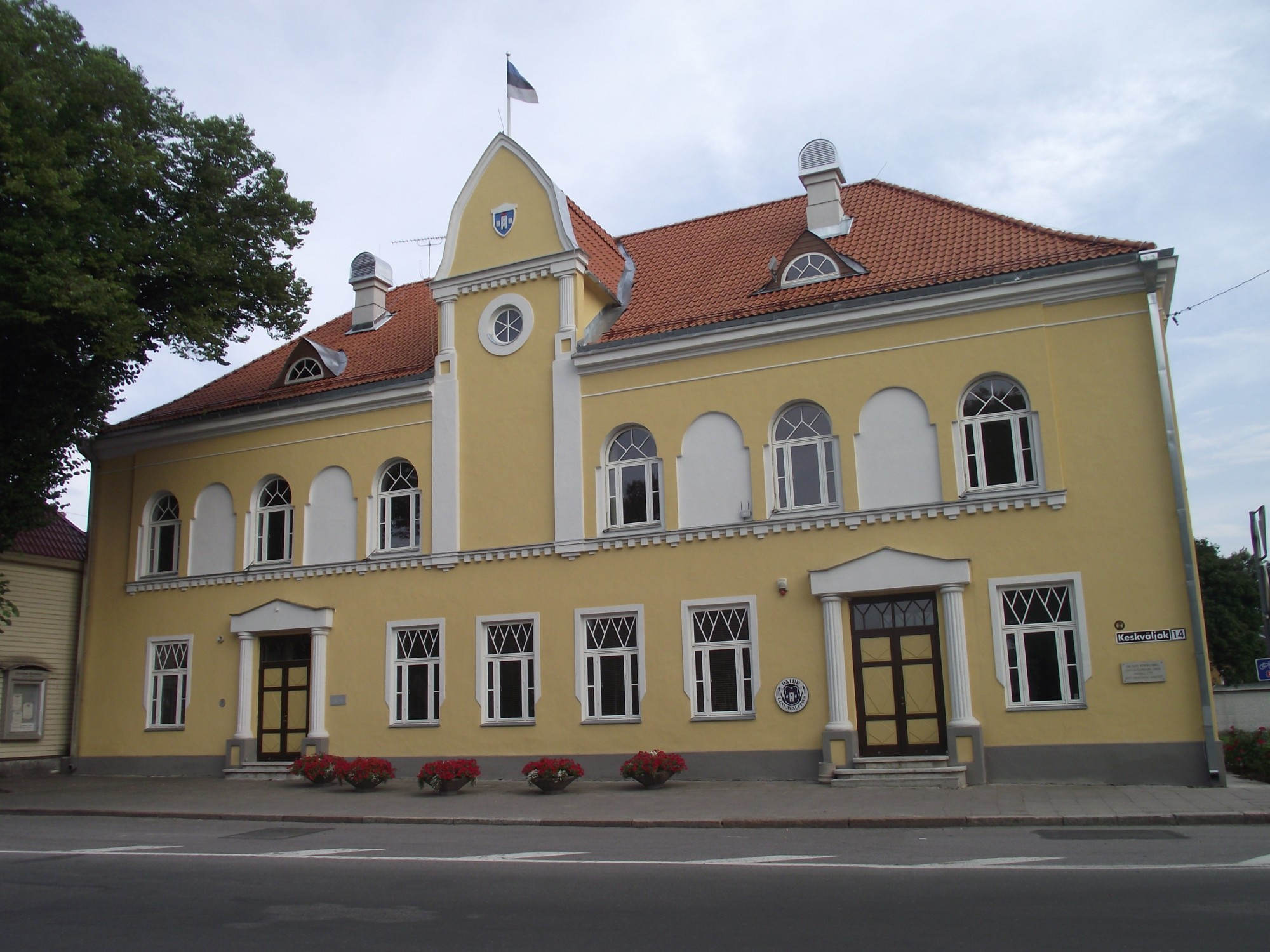
Stadhuis
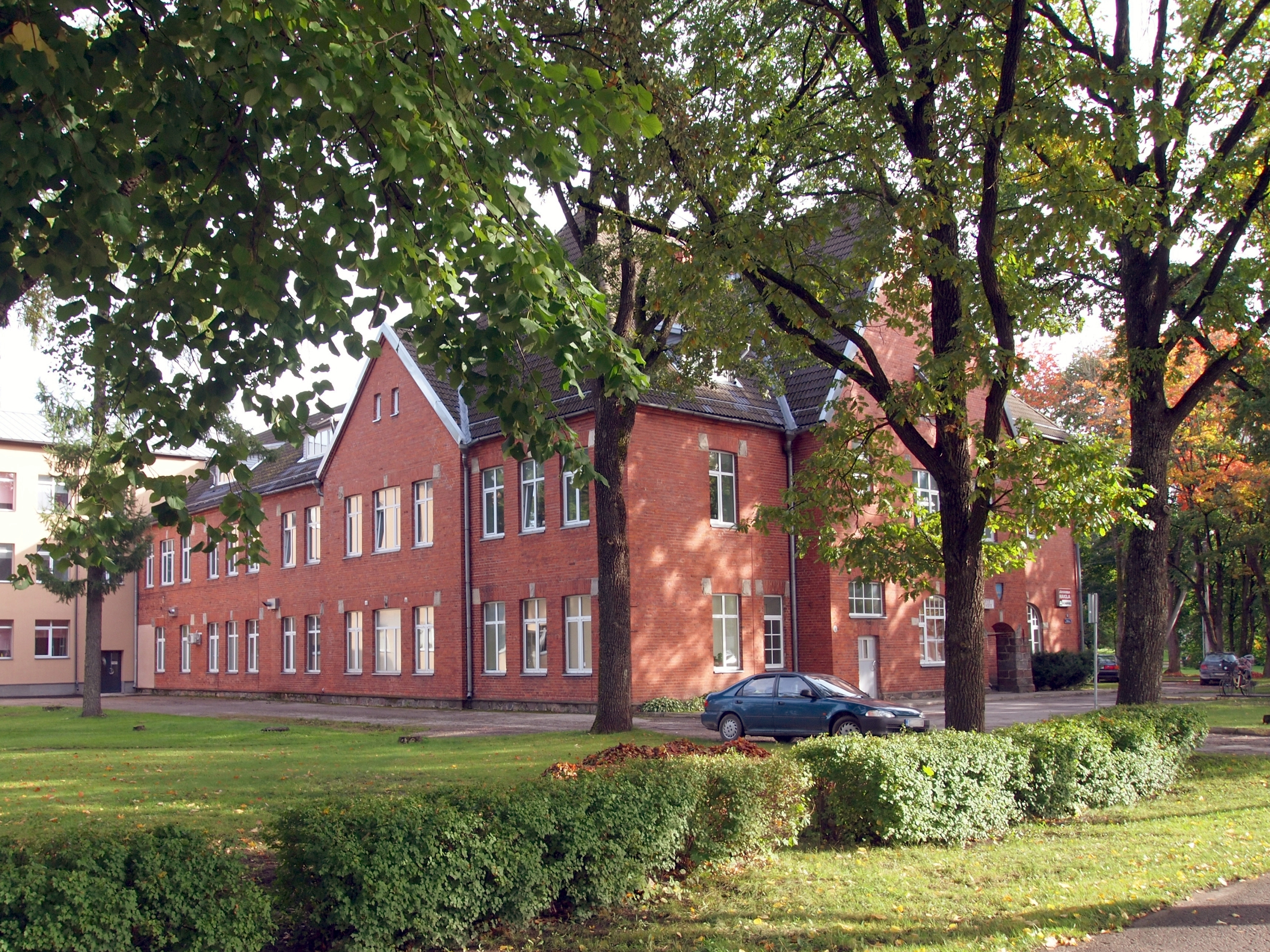
Ziekenhuis
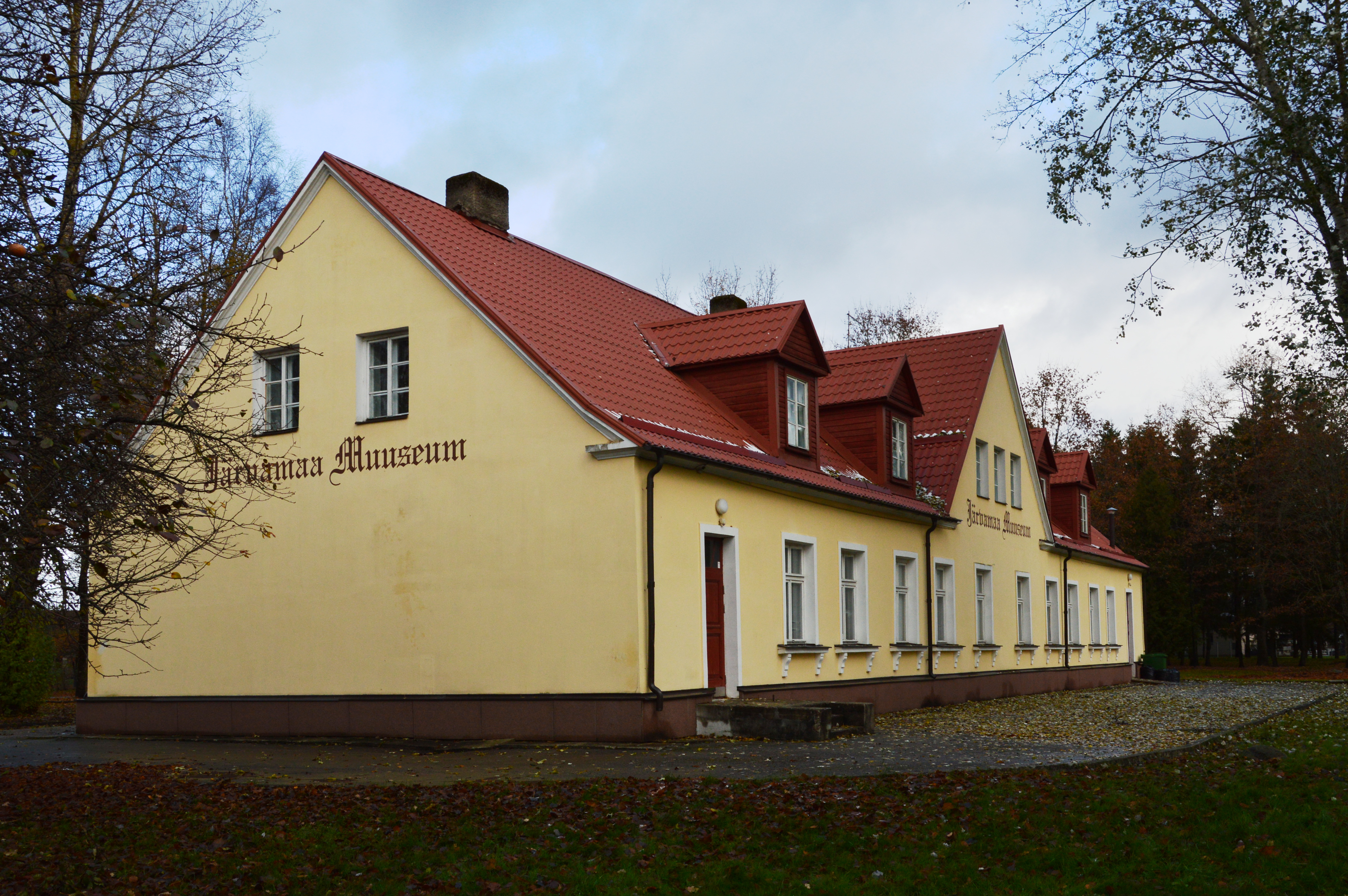
Het Järvamaa-museum
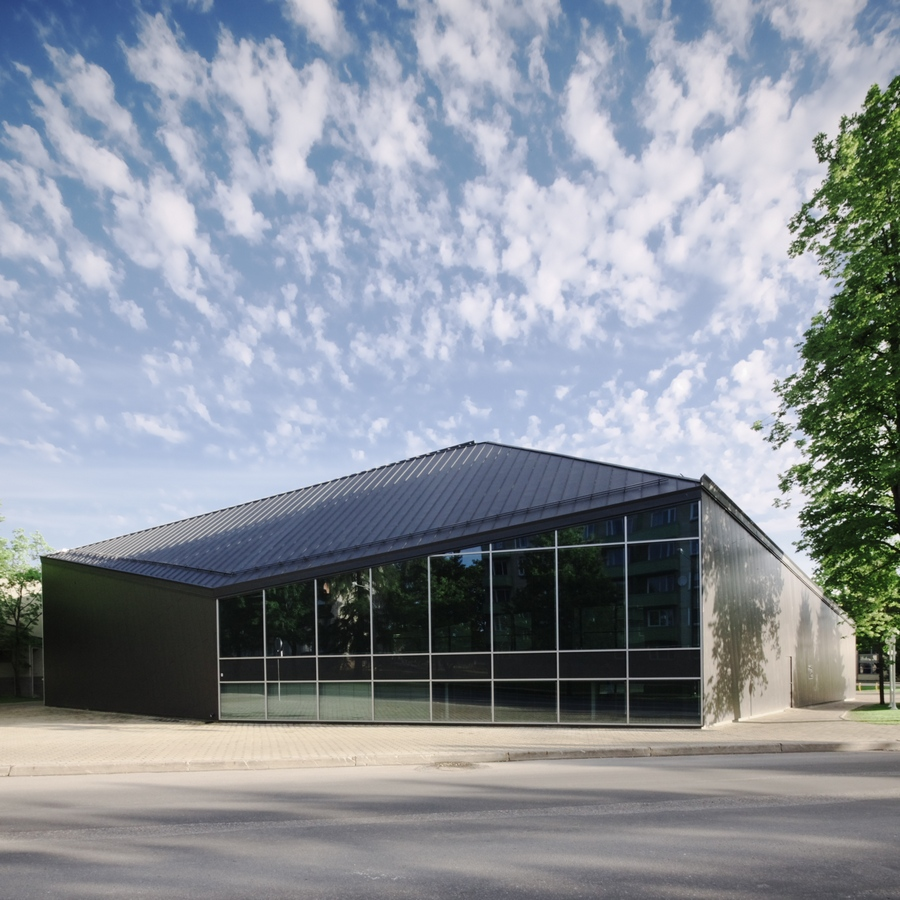
Sporthal
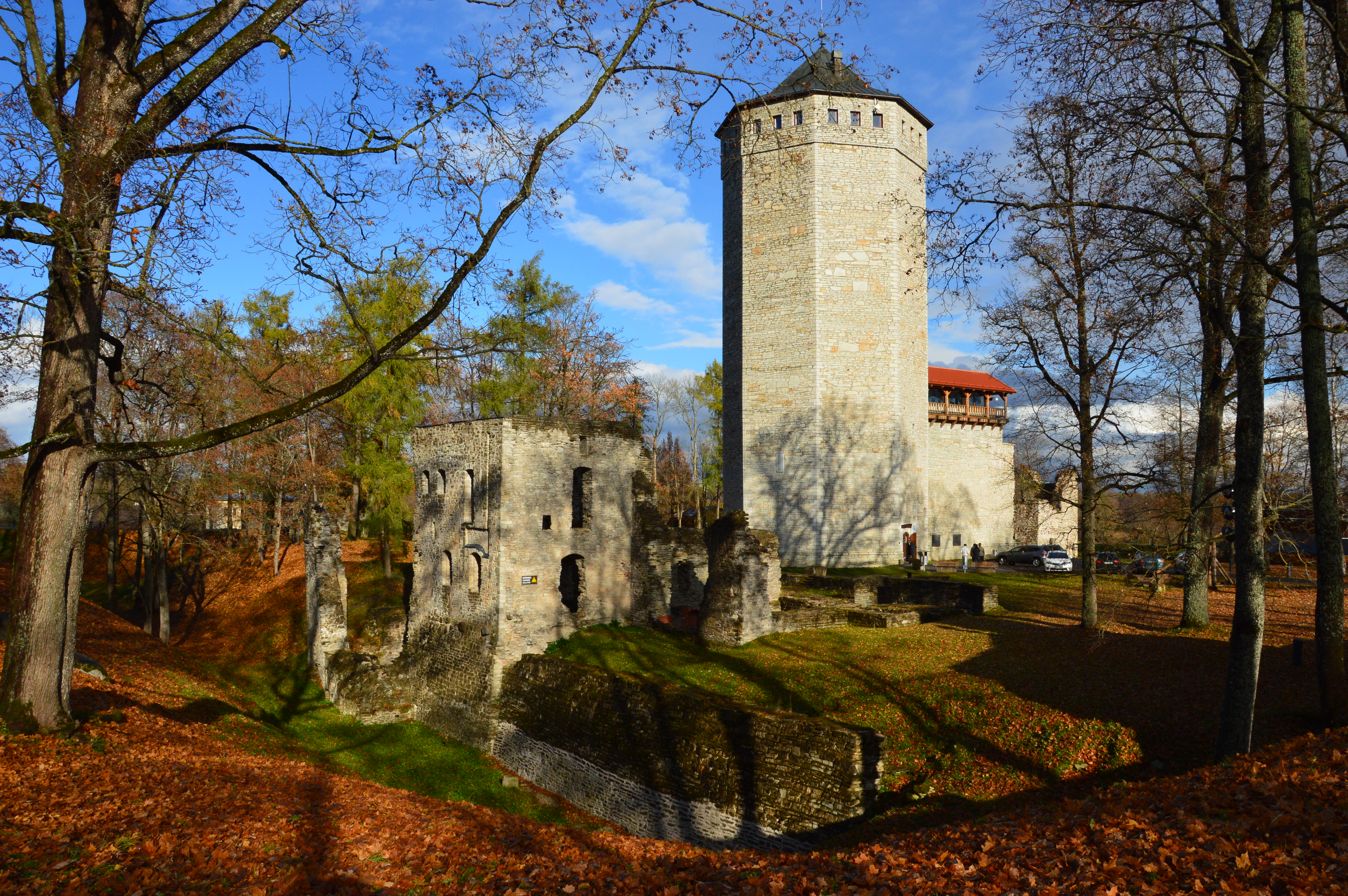
De burcht van Paide
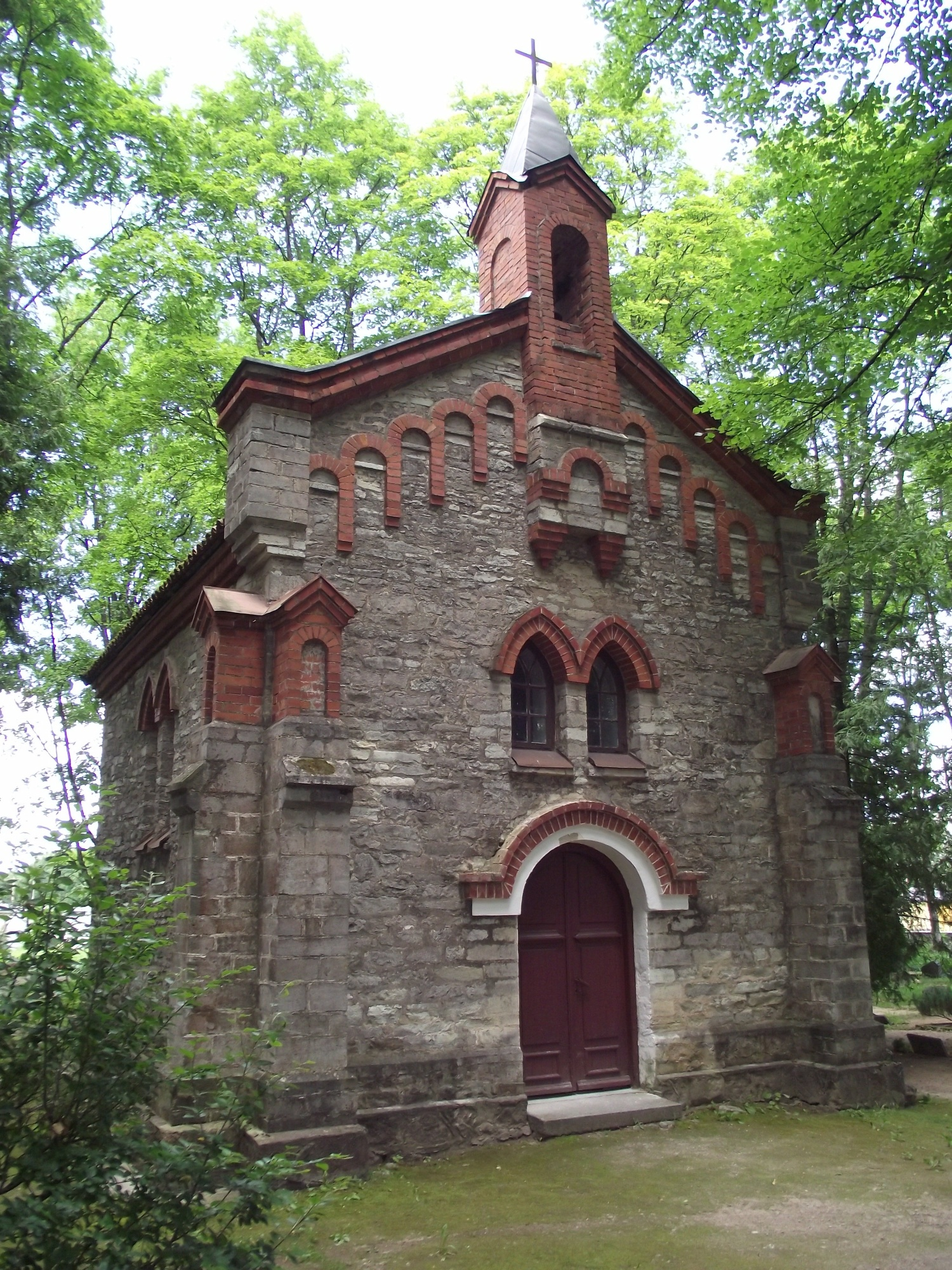
Kapel op het kerkhof van Paide

- Gemeinsame Normdatei: 4272550-1
- Library of Congress Control Number: n90667804
- MusicBrainz: 060e538d-a434-4ed0-8201-453e693f279e
- Nationale Bibliotheek van Tsjechië: ge873196
- Nationale Bibliotheek van Israël: 987007565122505171
- Virtual International Authority File: 132247006